# Calanthe tsoongiana
Calanthe tsoongiana är en orkidéart som beskrevs av Tang och Fa Tsuan Wang. Calanthe tsoongiana ingår i släktet Calanthe och familjen orkidéer.

## Underarter
Arten delas in i följande underarter:
- C. t. guizhouensis
- C. t. tsoongiana